# Aszklépiosz
Aszklépiosz (görög betűkkel Ἀσκληπιός, latinosan: Aesculapius, régiesen: Eszkuláp) a gyógyítás istene a görög-római mitológiában.
Apollón és Korónisz nimfa gyermeke. Kezdetben halandó volt, ám Zeusz az istenek közé emelte, így lett ő a gyógyítás és a gyógyhatású szerek istene. Feleségétől, Épiónétól született gyermekei: Makhaón, a sebészet mestere, Podaleiriosz, a belső bajok ismerője, Hügieia, az egészség istennője, Iaszó, a gyógyítás istennője, Panakeia, a növényi eredetű gyógyszerek istennője, valamint Ianiszkosz és Iatrosz gyógyító istenek. Makhaón a görög hagyomány (Iliasz) szerint a trójai háború görög tábori orvosa (és mellesleg Podaleiriosszal együtt egy 30 hajóból álló flotta vezére) volt, továbbá Arisztotelész apai felmenői tőle származtatták magukat.

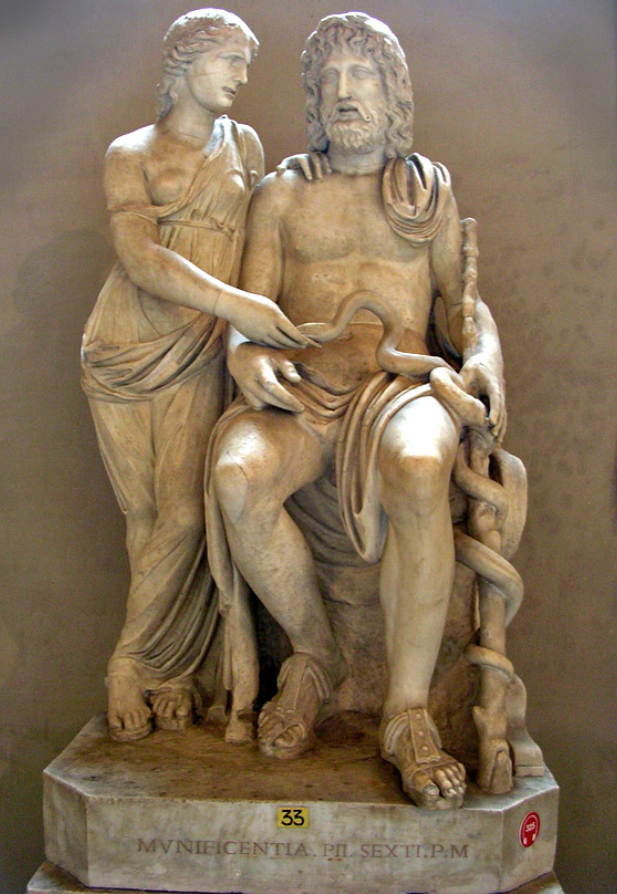
Hügieia kígyóval és apja, Aszklépiosz a botjával ábrázolva

A népszerű istenség jellemző attribútuma volt az orvosi pálca, amelyre egy kígyó tekeredett fel. A pálcára tekeredő kígyó motívuma a mai gyógyszertárak cégérében szerepel. A vedlő, így az újraéledő testet jelképező kígyóknak nagy szerepük volt Aszklépiosz gyógyítótevékenységében is. Szent állata a kígyó mellett a kakas volt, amelyet gyakran áldoztak neki.
Anyja, Korónisz, a thesszáliai hercegnő szerelme nem maradt hű Apollónhoz, és a félrelépésről Apollónt tájékoztatta egy varjú. A feldühödött isten megkérte testvérét, Artemiszt, hogy ölje meg Koróniszt. A hercegnő már a halotti máglyán feküdt és Apollón haragjának tüzében égett, amikor az isten megsajnálta gyermekét, hirtelen kivette anyja méhéből meg nem született fiát, és a kentaur Kheirón gondjaira bízta a kicsit. Khirón megtanította a gyermek Aszklépioszt a gyógyítás művészetére. Az ifjú szert tett a sebészet, a gyógyhatású készítmények tudományára, megtanult bájitalokat keverni és varázslatokat is tanult. Pallasz Athéné megajándékozta a jótékony Aszklépioszt egy itallal, amely Gorgó véréből készült. Ennek az italnak kétféle hatása volt aszerint, hogy Gorgó melyik oldalából vették a vért. Ugyanis ha azt a jobb oldalából vették, az italnak természetfeletti, csodás hatása volt, de a bal oldalából kiszívott vér mérgező, halálos ital volt. Ezekkel az ajándékokkal Aszklépiosz messze meghaladta halandó társainak orvosi tudományát. Olyannyira sikerült tökélyre fejlesztenie tudományát, hogy magát Zeuszt is lefőzte, hiszen Aszklépiosz fel tudta támasztani a halottakat.
Egy alkalommal Artemisz megkérte unokaöccsét, hogy támassza fel a számára oly kedves Hippolütoszt. A vonakodó istenség először próbált feltámasztani embert, és miután sikerült neki, magára vonta Zeusz haragját. A főisten ezt a sors és a világegyetem rendjének megváltoztatásának tartotta, amit senki, még ő sem tehet meg. Így egy villámsújtással megölte Aszklépioszt és Hippolütoszt is, ám megsajnálta a jóságos és gyógyító Aszklépioszt, és felemelte az Olümposzra, az istenek közé. Aszklépiosz azóta sántított.
Szentélyei gyógyforrások, gyógyító barlangok köré épültek, ahol Aszklépiosz papjai, az aszklépidák gyógyítottak. A gyógymódot inkubációnak nevezték, amely abból állt, hogy a beteg a barlangban aludt, ahol gyakran rajta kívül nem mérges kígyók is voltak. Az éjszaka folyamán a beteg Aszklépiosz istennel álmodott, és másnap a papok megfejtették az álmot, és gyógykészítményt adtak a betegnek, valamint tanácsokat, hogy fürödjön gyógyforrásokban, vagy menjen el a gümnaszionba. Gyakran mondják, hogy maga Hippokratész is Aszklépiosz leszármazottja volt. Legnevezetesebb szentélye Epidauroszban volt, ahol i. e. 400 körül nemzetközi ünnepségeket rendeztek Aszklépiosz tiszteletére, atlétikai és lóversenyekkel, zenei és költői vetélkedőkkel. További szentélyei voltak Kószban, Pergamonban, Kürénében, Rómában, Sziküónban, Korinthoszban, Kenkhareaiban, Phleiuszban, Argoszban, Patraiban és az észak-peloponnészoszi Pellénében, a phókiszi Tithoreában és Naupaktoszban. Egy-egy új szentély hivatalos megnyitását az Epidauroszból odavitt szent kígyó megérkezése jelentette. Ez történt Athénban is, és amíg az új kórház felépült, addig Szophoklész, a költő látta vendégül a kígyót.
Rómában Aesculapius néven tisztelték az i. e. 293-ban bekövetkezett járvány leküzdése után, Aedes Aesculapia nevű temploma a Tiberis-szigeten épült fel. Idővel Aszklépiosz kultusza lehanyatlott, később a helyét Szent Bertalan vette át.  938-ban, amikor III. Ottó német-római császár Beneventóból Rómába vitette Bertalan ereklyéit és a Tiberis-szigeten felépült a Szent Bertalan templom.

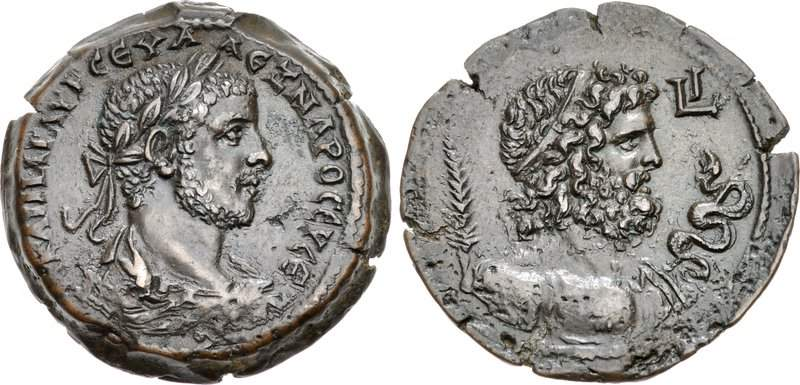
Severus Alexander római császár Alexandriában, 222-235 között vert, görög feliratos bronz drachma érméje. Átmérő: 35 mm, súly: 23,63 gramm. A császár portréját ábrázoló előoldal felirata: A KAI(ΣΑΡ) MAP(ΚΟΣ) AYP(ΗΛΙΟΣ) ΣЄY(ΑΣΤΟΣ) A ΛЄΞNΔPOC ЄYΣЄ(ΒΗΣ). A hátoldalon Aszklépiosz, pálma, és jelképe a kígyós bot.